# Лептоцератопс
Лептоцератопс (Leptoceratops) — птахотазовий динозавр родини Leptoceratopsidae. Перші останки лептоцератопса виявлені в 1910 році в канадській провінції Альберта. Але найбільше останків лептоцератопса було знайдено в США.
У скелеті лептоцератопса, що поєднав у собі риси примітивних і похідних цератопсів, можна спостерігати безліч незвичайних особливостей. Голова дуже велика з сильною щелепою, але позбавлена рогів і має дуже редуковану оборку. Передні та задні кінцівки мали міцну будову, і лептоцератопс, ймовірно, був двоногим, коли пересувався швидко, і чотириногим, коли рухався повільно.

## Опис

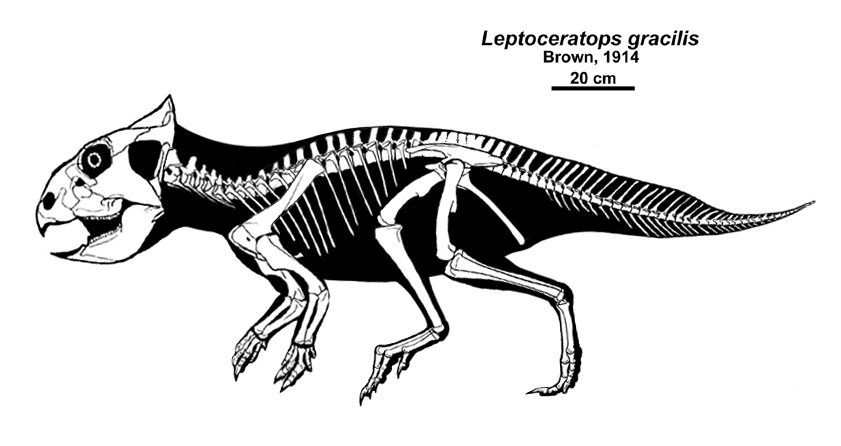
Реконструкція скелета

Довжина динозавра приблизно 2 м, висота — близько півтора метра, важив динозавр до ста п'ятдесяти кілограмів. Цей невеликий динозавр являв собою проміжну сходинку між псітакозаврами й більш пізніми цератопсами. У лептоцератопсів були такі ж, як у псітакозаврів, дзьобоподібні щелепи, правда, вже з декількома зубами на верхній щелепі. До того ж на потилиці у них були яскраво виражені виступи кісткового щита, як у цератопсів. Однак, на відміну від них, рогів у лептоцератопса не було. Зате вони бігали досить швидко, ноги у них були розвинені дуже добре — властивість, вельми необхідна для рослиноїдних, позбавлених більш надійних засобів самозахисту. Годувалися лептоцератопси, встаючи на всі чотири лапи, а пересувалися — на двох задніх. Лептоцератопси, ймовірно, однаково вільно пересувалися на двох і чотирьох лапах. На передніх лапах у них було по п'ять чіпких пазуристих пальців, якими вони зривали пучки рослинності та відправляли прямо в дзьоб.